# Margaux Bernet
 (janvier 2024).
Pour les articles homonymes, voir Bernet.

a Compétitions nationales et continentales officielles uniquement.

Dernière mise à jour le 31 décembre 2023.
Margaux Bernet, née vers 2004, est une joueuse française de rugby à XV évoluant au poste de centre au Stade bordelais.
Avec son club, elle est triple championne de France (2023, 2024 et 2025).

## Biographie
Margaux Bernet naît vers 2004[réf. nécessaire] et est originaire de Casteljaloux. Comme son père et ses frères avant elle, elle s’initie au rugby à XV, d’abord au collège et à l’UNSS, puis à l’Entente Casteljaloux Villefranche-du-Queyran en minimes. En 2018, elle intègre en cadettes le SU Agen, puis l’académie Pôle espoirs. Elle rejoint les Lionnes du Stade bordelais en 2021, pour poursuivre en parallèle des études en STAPS. 
Là, elle bascule progressivement du poste de troisième ligne à celui de centre,.
Inscrite sur la feuille de match de plusieurs rencontres de la phase qualificative, elle contribue à la victoire de son équipe des Lionnes du Stade bordelais au championnat de France Élite 1 2022-2023, qui clôt une saison de douze victoires en treize matchs. En 2024 elle contribue à la reconquête du titre par le Stade bordelais après avoir participé à sept des treize rencontres du championnat 2023-2024,. Le scénario se répète en 2025, où le Stade bordelais remporte à nouveau le Championnat de France.

## Activités extra sportives
En parallèle de sa carrière sportive, elle a étudié à partir de 2021 en STAPS et en médecine à l’université de Bordeaux. En 2023 elle intègre une école de kinésithérapie.

## Palmarès
- Vainqueur du Championnat de France en 2023, 2024 et 2025 avec le Stade bordelais.